# 扇大橋駅

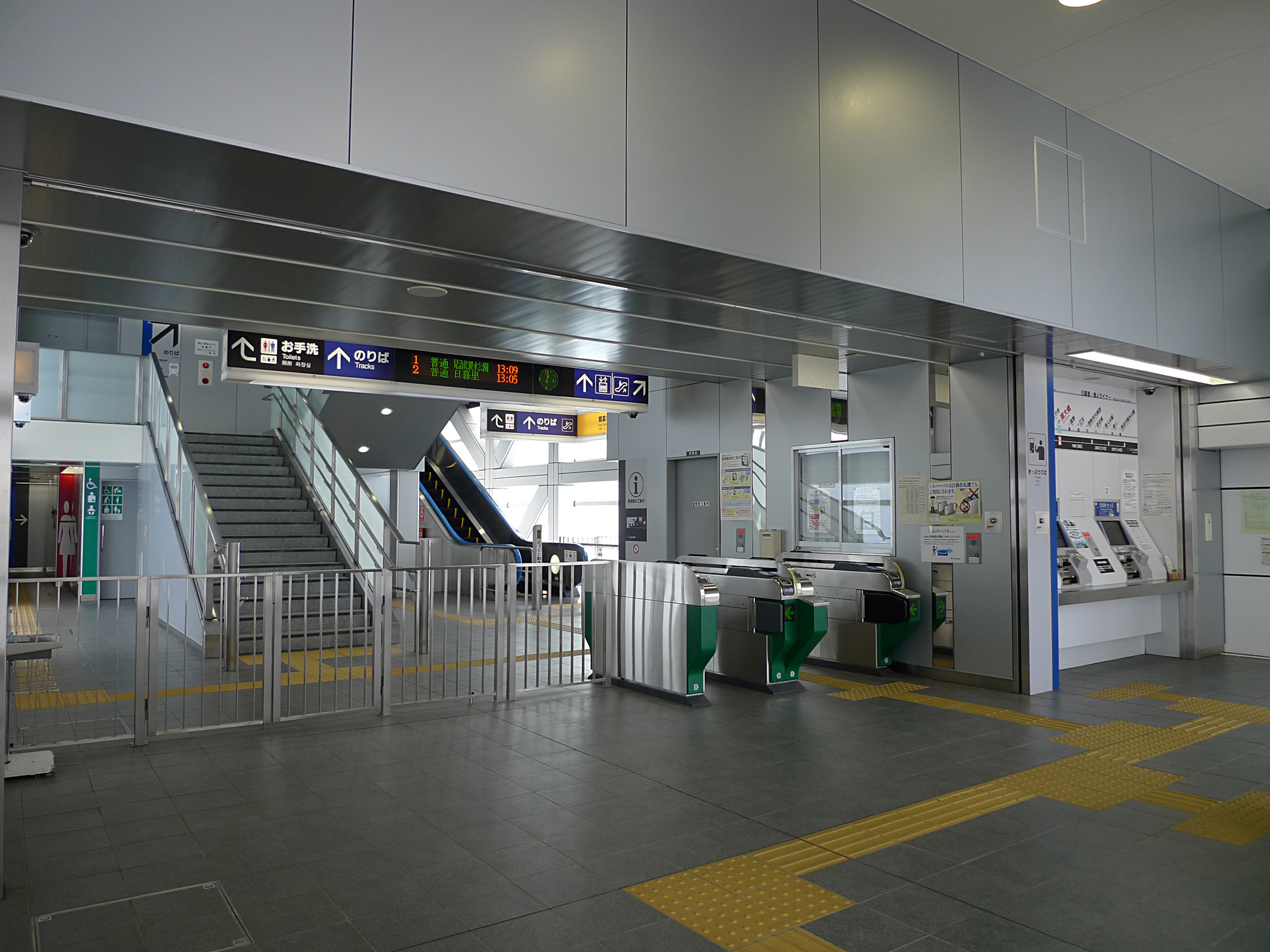
改札口（2009年6月14日）

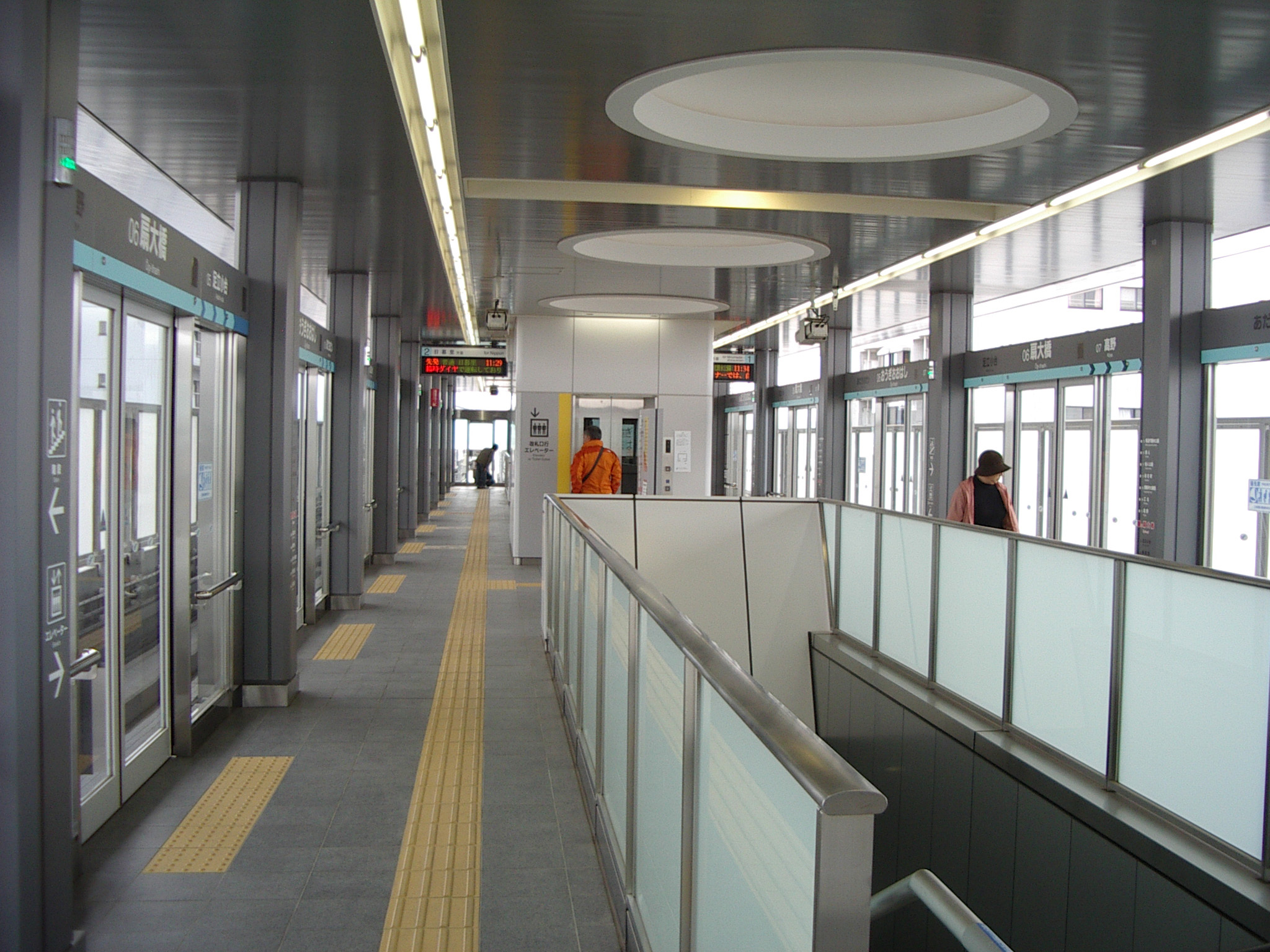
ホーム（2008年3月30日）

扇大橋駅（おうぎおおはしえき）は、東京都足立区扇二丁目にある、東京都交通局日暮里・舎人ライナーの駅である。駅番号はNT 06。

## 歴史
- 2008年（平成20年）3月30日 - 開業[2][3]。

### 駅名について
計画段階では、荒川に架かる尾久橋通りの扇大橋の北側に当駅が位置することから「扇大橋北」という仮称だった。
足立区による駅名公募では1位が「扇大橋北」（150票）、2位が「扇大橋」（105票）であったが、扇大橋が「地域のシンボルであることなどを考慮すべき」として足立区は「扇大橋」を推薦し、2006年11月13日に現在の駅名に正式決定した。

## 駅構造
島式ホーム1面2線を有する高架駅である。

### のりば
| 番線 | 路線                 | 行先               |
| ---- | -------------------- | ------------------ |
| 1    | 日暮里・舎人ライナー | 見沼代親水公園方面 |
| 2    | 日暮里・舎人ライナー | 日暮里方面         |

## 利用状況
2023年（令和5年）度の1日平均乗降人員は9,914人（乗車人員：5,000人、降車人員：4,914人）である。
開業以来の1日平均乗降・乗車人員の推移は下表の通りである。
| 年度               | 1日平均 乗降人員 | 1日平均 乗車人員 | 出典     |
| ------------------ | ---------------- | ---------------- | -------- |
| 2007年（平成19年） |                  | 3,937            | [ * 1 ]  |
| 2008年（平成20年） | 5,004            | 2,523            | [ * 2 ]  |
| 2009年（平成21年） | 5,367            | 2,722            | [ * 3 ]  |
| 2010年（平成22年） | 5,884            | 2,978            | [ * 4 ]  |
| 2011年（平成23年） | 6,157            | 3,116            | [ * 5 ]  |
| 2012年（平成24年） | 6,551            | 3,320            | [ * 6 ]  |
| 2013年（平成25年） | 6,978            | 3,538            | [ * 7 ]  |
| 2014年（平成26年） | 7,581            | 3,837            | [ * 8 ]  |
| 2015年（平成27年） | 8,033            | 4,060            | [ * 9 ]  |
| 2016年（平成28年） | 8,644            | 4,366            | [ * 10 ] |
| 2017年（平成29年） | 9,565            | 4,830            | [ * 11 ] |
| 2018年（平成30年） | 9,874            | 4,991            | [ * 12 ] |
| 2019年（令和元年） | 10,144           | 5,124            | [ * 13 ] |
| 2020年（令和02年） | 8,184            | 4,116            |          |
| 2021年（令和03年） | 8,801            | 4,429            |          |
| 2022年（令和04年） | 9,289            | 4,680            |          |
| 2023年（令和05年） | 9,914            | 5,000            |          |

備考
1. ↑  2008年3月30日開業。開業日から同年3月31日までの計2日間を集計したデータ[11]。

## 駅周辺
- 浄土宗 木余り 性翁寺
- 性翁寺「木余堂会館」（貸斎場、家族葬）
- ライフ 扇大橋駅前店
- 扇大橋駅前郵便局
- 扇大橋病院
- 扇インペリアルコート・扇橋会館
- 業務スーパー 扇店
- 扇大橋
- 扇大橋出入口

## バス路線
扇大橋駅前・扇大橋駅
- 尾久橋通り上
  - 都営バス
    - 里48 - 見沼代親水公園駅前行・江北六丁目団地前行／日暮里駅前行 ※平日のみ運行
    - 里48-2 - 加賀団地（循環）・加賀行／日暮里駅前行

  - 東武バスセントラル
    - 北05 - 東京女子医大足立医療センター行／北千住駅行（千住桜木経由）

  - 新日本観光自動車
    - はるかぜ6号（鹿02） - 鹿浜五丁目団地行／北千住駅西口（桜木町経由）
    - はるかぜ11号（椿04） - 堀之内・椿循環・地福寺・江北氷川神社・博慈会記念総合病院行／北千住駅西口（荒川鉄橋経由）

## 隣の駅
東京都交通局
 日暮里・舎人ライナー
足立小台駅 (NT 05) - 扇大橋駅 (NT 06) - 高野駅 (NT 07)